# حسن قشلاق (ديمكاران)
حسن قشلاق (بالفارسية: حسن قشلاق) هي قرية تقع في إيران في قسم دیمکاران الريفي. يقدر عدد سكانها بـ 1,322 نسمة .